# Hohenberg (Adelsgeschlecht, Pfinzgau)
Die Grafen von Hohenberg, Grafen des Pfinzgaus bei Karlsruhe, waren eine nur in wenigen Belegen am Ende des 11. und Anfang des 12. Jahrhunderts erscheinende Adelsfamilie, die nicht mit den schwäbischen Grafen von Hohenberg verwechselt werden darf.
Graf Berthold von Hohenberg, Graf im Pfinzgau (†  3. März 1110), erscheint als Gründer des Klosters Gottesaue bei Karlsruhe (wohl 1094). Es kann inzwischen als weitgehend gesichert gelten, dass er mit dem Vogt der Reichsabtei Lorsch, Berthold von Lindenfels, personengleich ist. Mit seinem Sohn Berthold dem Jüngeren, der 1123 als Graf von Lindenfels bezeugt ist, starb diese Linie des Geschlechts im Mannesstamm aus.